# Leptocyrtinus
Leptocyrtinus is een kevergeslacht uit de familie van de boktorren (Cerambycidae). De wetenschappelijke naam van het geslacht werd voor het eerst geldig gepubliceerd in 1928 door Aurivillius.

## Soorten
Leptocyrtinus is monotypisch en omvat slechts de volgende soort:
- Leptocyrtinus nitidus Aurivillius, 1928